# Área de operación segura

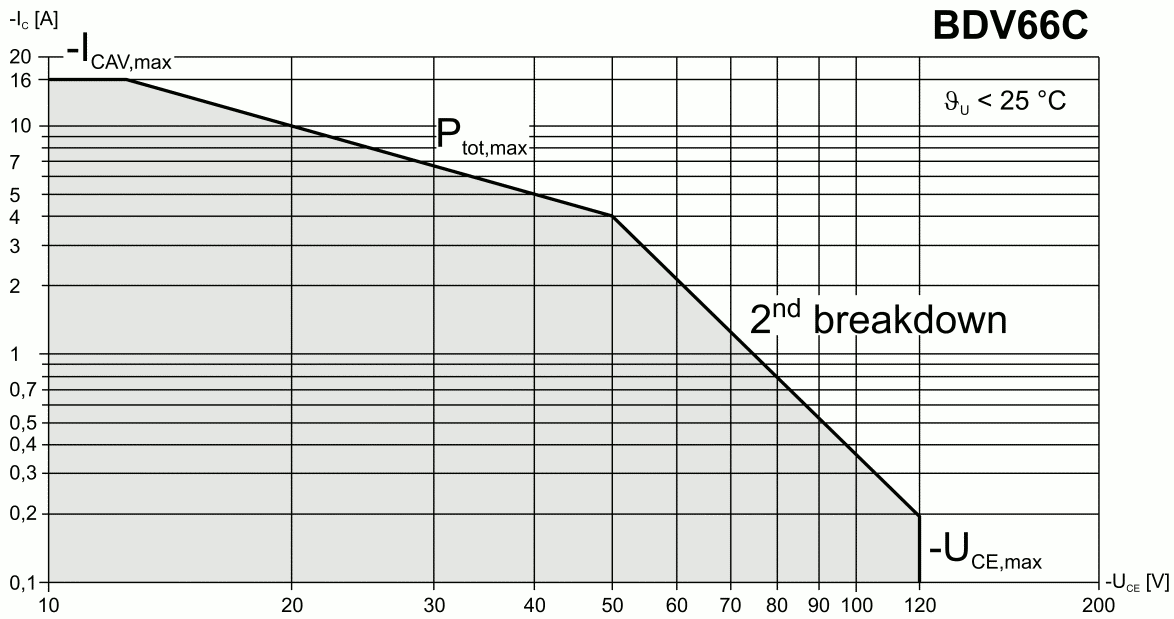
Ilustración de área de operación segura de un transistor de potencia bipolar. Cualquier combinación de la corriente del colector y de la tensión por debajo de la línea puede ser tolerada por el transistor.

Para los dispositivos semiconductores de potencia (como BJT, MOSFET, tiristor o Transistor IGBT), el área de operación segura (en inglés, Safe Operating Area , SOA), se define como las condiciones de tensión y corriente sobre las cuales se puede esperar que el dispositivo funcione sin auto-daño.
El SOA se refleja generalmente en las hojas de datos del transistor como un gráfico con VCE (tensión de colector-emisor) en el eje de abscisas y ICE (corriente colector-emisor) en el eje de ordenadas; la 'zona' segura se refiere al área bajo la curva. La especificación SOA combina las diversas limitaciones del dispositivo - máxima tensión, corriente, potencia, temperatura de la unión, segunda ruptura - en una curva, lo que permite el diseño simplificado de los circuitos de protección.
A menudo, además de la valoración continua, se establecen curvas SOA separadas para condiciones de corta duración del pulso (pulso de 1 ms, pulso de 10 ms, etc.).
La curva del área de operación segura es una representación gráfica de la capacidad de manejo de potencia del dispositivo en diversas condiciones. La curva de la SOA tiene en cuenta la capacidad de portadora del enlace por hilo, la temperatura de la unión del transistor, la disipación de la corriente interna y las limitaciones de descomposiciones secundarias.